# Maltańczycy
Maltańczycy – naród zamieszkujący głównie Maltę, gdzie jest ich około 0,4 mln. Znaczna liczba osób pochodzenia maltańskiego mieszka poza archipelagiem maltańskim, najwięcej w krajach angielskojęzycznych: Australii (163 990 osób), USA (50 039 osób), Wielkiej Brytanii (40 230 osób) i Kanadzie (38 780 osób). Na Gibraltarze, 8% społeczeństwa (około 2000 osób) stanowią ludzie o pochodzeniu maltańskim (dane z 1995 roku).
W 2012 roku Maltańczycy stanowili prawie 94,5% populacji Malty, zaś obcokrajowcy 5,5%. Jednak stały napływ emigrantów (od 2014 roku głównie spoza Unii Europejskiej) sprawił, że Malta De facto stała się państwem kosmopolitycznym. Na koniec 2022 roku Maltańczycy stanowili tylko ok. 75% społeczeństwa (404 675 osób) Malty. Obcokrajowcy zaś około 25% (137 376 osób), z czego większość (blisko 70%) to obywatele spoza Unii Europejskiej.
Maltańczycy mówią językiem maltańskim (język narodowy), językiem angielskim (język urzędowy) oraz częściowo językiem włoskim (1/3 społeczeństwa, do 1936 roku język urzędowy na Malcie). 
W 2010 roku, około 97%  mieszkańców Malty była chrześcijanami, w tym katolicy stanowili 95,8% populacji. Z powodu wzrostu liczby osób z innych państw, liczba katolików na Malcie drastycznie spadła, do 83% w 2019 roku. Wzrosła liczba ateistów i osób niereligijnych do 4%, stanowiąc drugą po katolikach grupę.
W 2021 po raz pierwszy w spisie powszechnym pojawiło się pytanie o religię. Według tych badań ponad 97% Maltańczyków zdeklarowała się jako chrześcijanie, a 96,4% Maltańczyków jako swoją religię określiło rzymski katolicyzm. W przypadku wszystkich mieszkańców Malty chrześcijanie stanowili 88,5%, a 82,6% rzymscy katolicy. Tylko 1,7% Maltańczyków określiło siebie jako ateistów, zaś w przypadku całej populacji wysp ateiści stanowili 5,1%.
Maltańskie chromosomalne DNA jest podobne do mieszkańców południowych Włoch, zwłaszcza Sycylii.